# دوغلاس سوندرز
دوغلاس سوندرز (بالإنجليزية: Douglas Saunders)‏ هو دبلوماسي جامايكي، ولد في 15 فبراير 1949.